# 岸本栄司
岸本 栄司（きしもと えいじ、1958年10月7日 - ）は実業家、株式会社イージー代表取締役、講師。

## 来歴・人物
1958年10月7日生まれ。京都市立京極小学校、京都市立上京中学校、平安高等学校、京都学園大学経済学部経営学科卒業。
実用衣料小売店で勤務する傍ら、オンライン通信販売サイト「京都 イージー」を設置。1997年2月に独立して有限会社イージを設立、現在ではオンラインビジネスの草分けとして知られている。全ての業務をほぼ一人でこなし年間約１億円を売り上げている。同志社大学大学院の講師も務める。また、全国各地で年間約50回の講演も行っている。

## 著書
- 1996年『インターネット通販の始め方・儲け方―おとなのインターネット 番外編』広文社
- 2000年『オンライン商人成功への道』翔泳社
- 2004年　関西ECメンバー共著『ホントは教えたくない 儲かるネット通販の成功術』毎日コミュニケーションズ